# Bluetooth Special Interest Group
Bluetooth Special Interest Group (BSIG) è un'organizzazione che sovrintende lo sviluppo degli standard Bluetooth e la concessione in licenza delle tecnologie e dei marchi Bluetooth ai produttori.
La SIG è una società senza fini di lucro, senza azioni, fondata il 20 maggio 1999. La SIG ha sede a Kirkland, nello Stato di Washington. Il SIG ha uffici locali a Pechino, Seul, Tokyo e Malmö.
La SIG non produce o vende prodotti abilitati Bluetooth.
È membro dell'Istituto europeo per le norme di telecomunicazione (ETSI).

## Introduzione
La tecnologia Bluetooth offre un modo per scambiare informazioni tra dispositivi wireless come PDA (Personal Digital Assistant), telefoni cellulari, computer portatili, computer, stampanti e fotocamere digitali tramite una banda di frequenze radio a corto raggio, sicura e a basso costo disponibile in tutto il mondo. Originariamente sviluppato da Ericsson, la tecnologia Bluetooth è ora utilizzata in molti prodotti diversi da molti produttori diversi. Questi produttori devono essere membri associati o promotori.
Il SIG possiede il marchio denominativo, il segno di figura e il segno di combinazione Bluetooth. Questi marchi sono concessi in licenza per l'uso a società che incorporano la tecnologia wireless Bluetooth nei loro prodotti. Per diventare un licenziatario, un'azienda deve diventare un membro del Bluetooth SIG. Il SIG gestisce anche il programma di qualificazione Bluetooth SIG, un processo di certificazione richiesto per qualsiasi prodotto che utilizza la tecnologia wireless Bluetooth e una pre-condizione della licenza di proprietà intellettuale per la tecnologia Bluetooth. I compiti principali del SIG sono di pubblicare le specifiche Bluetooth, proteggere i marchi Bluetooth ed evangelizzare la tecnologia wireless Bluetooth.
Nel 2016, la SIG ha introdotto una nuova identità visiva e creativa per supportare la tecnologia Bluetooth come catalizzatore per l'Internet of Things (IoT). Questa modifica includeva un logo aggiornato, una nuova tagline e la privazione dei loghi Bluetooth Smart e Bluetooth Smart Ready.
Alla sua nascita nel 1999, il Bluetooth SIG era gestito principalmente da uno staff effettivamente distaccato dalle sue aziende associate. Nel 2001 Tom Siep è stato amministratore delegato del gruppo e, dal 2002 al 2004, Mike McCamon ha guidato il gruppo come direttore esecutivo. Nel 2004 è stato sostituito da Michael W. Foley (Mike). A metà del 2012, Mark Powell ha preso le redini come attuale direttore esecutivo della SIG. A partire dal 2002 è stato assunto uno staff professionale composto da specialisti operativi, ingegneri e marketing. Dal 2002 al 2004 Bluetooth SIG ha sede a Overland Park, Kansas, USA, e ora ha sede a Kirkland, nello stato di Washington. Oltre al suo staff professionale, il SIG è supportato dalle oltre 30.000 aziende associate bluetooth.com che partecipano ai vari gruppi di lavoro che producono i documenti di standardizzazione e sovrintendono al processo di qualificazione per nuovi prodotti e aiutano ad evangelizzare la tecnologia.

## Struttura
I membri del BSIG partecipano a gruppi di studio, gruppi di esperti, gruppi di lavoro e comitati.

### Gruppi di studio
I gruppi di studio effettuano ricerche sulle loro varie aree che informano lo sviluppo delle specifiche Bluetooth. Possono infine diventare gruppi di lavoro a pieno titolo.

### Gruppi di esperti
I gruppi di esperti trattano questioni di importanza tecnica per tutti gli aspetti dello sviluppo Bluetooth. Come con i gruppi di studio, il loro lavoro informa sia i gruppi di lavoro che i gruppi aziendali. La partecipazione ai gruppi di esperti è limitata ai membri promotori e ai membri associati.

### Gruppi di lavoro
I gruppi di lavoro sviluppano nuove specifiche Bluetooth e migliorano le specifiche adottate. Sono responsabili della stragrande maggioranza degli standard e delle specifiche pubblicate. La partecipazione ai gruppi di lavoro è limitata ai membri promotori e ai membri associati.

### Comitati
I comitati della SIG trattano gli altri aspetti della concessione di licenze, del marketing e della revisione, compresi lo sviluppo e il mantenimento del processo di qualificazione, la supervisione delle specifiche Bluetooth e lo sviluppo, il miglioramento e il mantenimento della metodologia e dei concetti di test, nonché altre funzioni strategiche.

## Membri
Qualsiasi azienda che integri la tecnologia wireless Bluetooth in prodotti, utilizzando la tecnologia per offrire beni e servizi o semplicemente re-branding di un prodotto con tecnologia Bluetooth deve diventare membro di Bluetooth SIG. Ci sono tre livelli di iscrizione aziendale per un totale di oltre 20.000 membri, e possono partecipare anche individui di aziende associate.

### Membri promotori
Questi membri sono i più attivi nel SIG e hanno una notevole influenza su entrambe le direzioni strategiche e tecnologiche dell'intero Bluetooth.
- Ericsson (membro fondatore)
- IBM (membro fondatore)
- Intel (membro fondatore)
- Nokia (membro fondatore)
- Toshiba (membro fondatore)
- Microsoft (dal 1999)
- Lenovo (dal 2005)
- Apple (dal 2015)

Ogni membro promotore ha un seggio (e un voto) nel Consiglio di amministrazione e nel comitato di revisione delle qualifiche (l'organo responsabile per lo sviluppo e il mantenimento del processo di qualificazione). Ognuno può avere più personale nei vari gruppi di lavoro e comitati che comprendono il lavoro del SIG.
Il sito Web del SIG contiene un elenco completo di membri.

### Membri associati
Le quote associative di Bluetooth SIG Associate sono rimaste invariate dal 2006. L'abbonamento associato viene rinnovato ogni anno e la quota annuale dipende dalle entrate della singola società. Le aziende con un fatturato annuo superiore a $ 100 milioni negli Stati Uniti d'America sono considerate Large Associates e pagano una quota associativa annuale di $ 35.000 US. I piccoli associati sono classificati come quelle organizzazioni con entrate inferiori a $ 100 milioni negli Stati Uniti e aderiscono al SIG con una quota associativa annuale di $ 7500 USA. I membri associati del SIG ottengono un accesso anticipato alle bozze di specifiche alle versioni 0.5 e 0.7 e sono idonei a partecipare e ottenere un seggio elettorale in gruppi di lavoro e comitati, un'opportunità chiave per lavorare con altri membri associati e promotori al miglioramento delle specifiche esistenti. Possono inoltre beneficiare di un supporto marketing avanzato, ricevere sconti sugli elenchi delle qualifiche dei prodotti e sugli eventi SIG, inclusi gli eventi di test Bluetooth World e UnPlugFest (UPF).

### Membri di Adopter
L'appartenenza di Adopter nel SIG è gratuita e consente ai membri di utilizzare le specifiche wireless Bluetooth e i marchi Bluetooth pubblicati. I membri di Adopter non hanno accesso anticipato a specifiche non pubblicate e potrebbero non partecipare a gruppi di lavoro o comitati per influenzare lo sviluppo della tecnologia.

### Gli individui
L'adesione non è attualmente aperta alle persone.

### Università
Le università sono accettate per l'adesione. La persona che registra l'istituzione deve avere il potere e l'autorità per accettare gli accordi di adesione per conto della scuola. Si noti che gli studenti non possono registrare la loro scuola, ma possono creare account utente sul portale di appartenenza SIG, che sono associati alla membership SIG esistente della loro scuola.